# Partido Castelli
Castelli ist ein Partido an der Atlantikküste der Provinz Buenos Aires in Argentinien. Laut einer Schätzung von 2019 hat das Partido 8633 Einwohner auf 2100 km². Der Verwaltungssitz ist die Ortschaft Castelli.

## Orte
Castelli ist in 3 Ortschaften und Städte, sogenannte Localidades, unterteilt.
- Castelli
- Centro Guerrero
- Cerro de la Gloria